# Oripoda anguina
Oripoda anguina är en kvalsterart som först beskrevs av Balogh och Sandór Mahunka 1969.  Oripoda anguina ingår i släktet Oripoda och familjen Oripodidae. Inga underarter finns listade i Catalogue of Life.